# Caccia al lupo

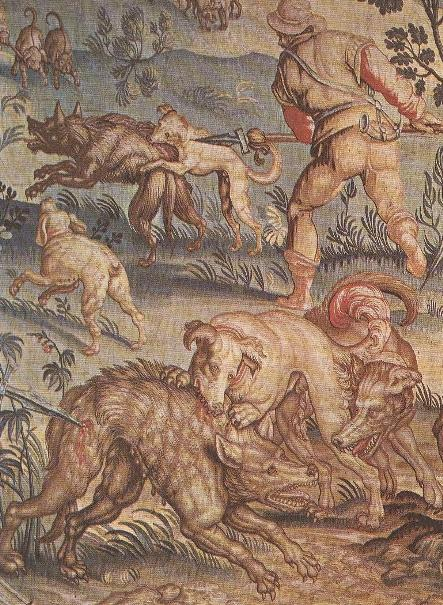
Episodio di caccia al lupo da un arazzo del XIV secolo conservato presso la Galleria degli Uffizi di Firenze.

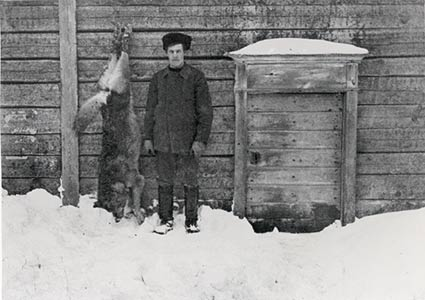
Un cacciatore con un lupo catturato in Finlandia.

La caccia al lupo è la caccia praticata a scopo commerciale e ricreativo, talvolta per questioni di tutela dell'incolumità di persone, al lupo. Pratica diffusasi sin dal Neolitico, quando l'uomo iniziò ad allevare il bestiame e conseguentemente ad abbattere quello che riteneva essere la principale minaccia al buon esito di tale attività, richiese sempre il dispiegamento di mezzi e risorse considerevoli. Ancora nel corso del XVIII secolo, una battuta di caccia al lupo (si consideri a titolo di es. la caccia alla Bestia del Gévaudan) necessitava il ricorso a cacciatori e guardacaccia specializzati, trappole dispiegate su una vasta area, sentinelle e miliziani spesso reclutati per forza maggiore. La caccia ai lupi è stata eseguita con innumerevoli metodi, solitamente attraverso i veleni e le trappole, di cui ce ne sono molte varianti.
La pratica della caccia al lupo è oggi oggetto di serrati dibattiti.

## Le prede

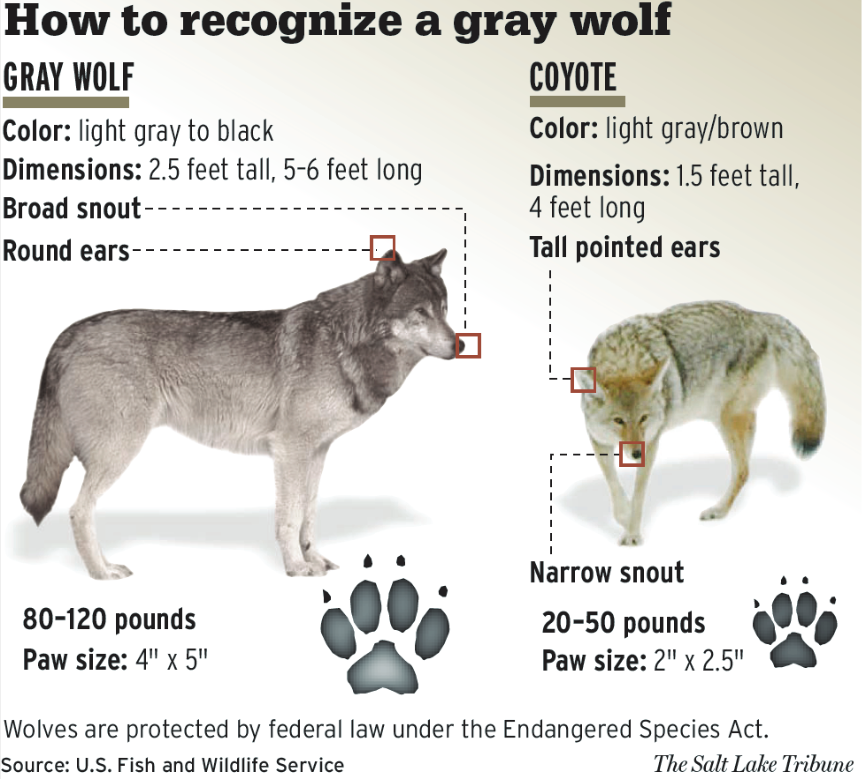
Illustrazione comparativa tra il lupo grigio e il lupo delle praterie.

Ci sono due specie di lupo che storicamente e in modernità sono oggetti di caccia: il lupo grigio dell'Eurasia e il Nordamerica, e il lupo della prateria (detto anche "coyote"), presente solo in Nordamerica.
Il lupo grigio è il più grosso rappresentante della famiglia dei canidi, con una lunghezza di 110–150 cm, altezza di 60–85 cm e peso di 40–80 kg. Il colore del suo mantello varia a seconda dell'età e delle stagioni: generalmente grigio-giallastro o marrone-rossiccio. Presenta una dentatura caratterizzata da canini affilati, lunghi e ricurvi verso l'interno, e il suo potente morso è quasi il doppio più forte di quello di un pastore tedesco. È un animale sociale che solitamente vive in famiglie nucleari, che consistono di una coppia seguita dai suoi cuccioli degli ultimi 1-3 anni. È specializzato nella caccia agli ungulati di taglia media (come caprioli, mufloni, daini e capre selvatiche) e grande (come cinghiali, cervi, alci, bisonti e renne), ma è capace anche di catturare roditori, lepri, conigli, carnivori più piccoli (come volpi e tassi), uccelli, serpenti, lucertole, rane, insetti e persino pesci. Se ne riconoscono  28 sottospecie, tra cui il cane domestico, di cui è il progenitore. È un predatore intelligente e schivo, che evita l'uomo, ma se perde il suo timore, può diventare molto aggressivo e pericoloso. È diventato famoso per il suo ululato ed è molto presente nella cultura, sia come aiutante sia come antagonista. Si conoscono casi di lupi divenuti antropofagi, ma sono rarissimi. Vive al massimo 10 anni in libertà e 17 in cattività.
Il lupo della prateria è più piccolo, con orecchie più grandi, il muso più appuntito e una voce più acuta. È un personaggio prominente nel folclore e nella mitologia dei nativi americani (USA sudoccidentali e Messico), normalmente raffigurato come un imbroglione.
Il lupo è fra gli animali di taglia grossa più difficili da cacciare e intrappolare, dato il suo olfatto, la sua vista e la sua percezione uditiva acutissima, e la sua resistenza e forza nel fuggire e lottare i cani da caccia. È inoltre notevolmente intelligente, potendo imparare con esperienza come evitare o scattare le trappole senza farsi catturare, come nel caso di Lobo di Currumpaw e Rags lo scavatore.

## Metodi d'abbattimento

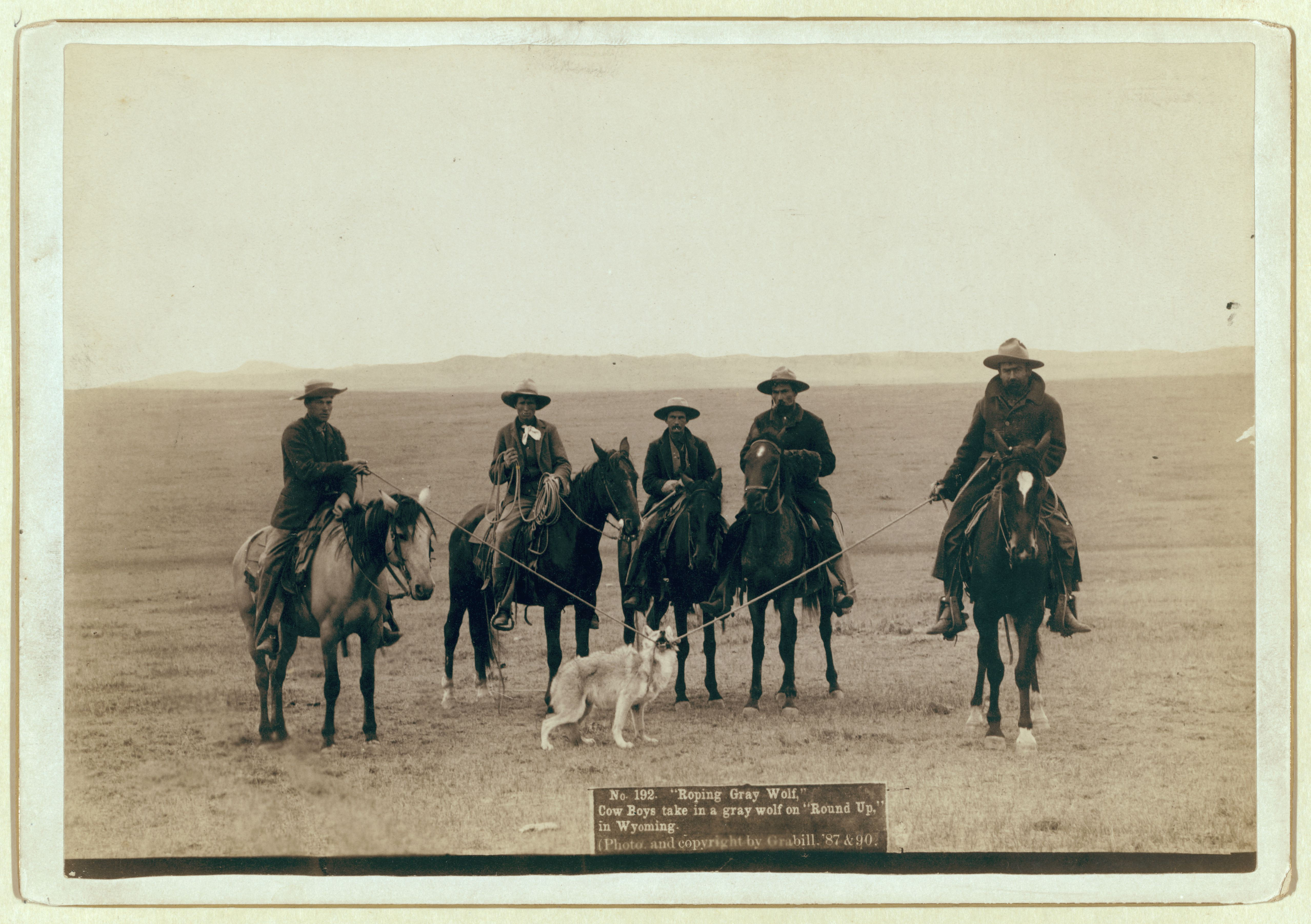
Lupo catturato coi lazo in Wyoming

### Azzoppamento e lazo
I Comanche, una volta acquisiti i cavalli, inseguivano i lupi nelle zone aperte, affiancandoli e tagliandogli i tendini degli arti posteriori con una lama d'acciaio di forma a mezzaluna. Questo metodo fu poi imitato dai cowboy, sebbene questi sostituissero la lama col lazo. In quest'ultimo caso, il lupo sarebbe perito trascinato sul terreno o sarebbe stato riportato al campo vivo.

### Battuta all'inglese
Metodo storicamente usato negli Stati Uniti e in Russia, con varianti locali. Il metodo statunitense consisteva di piazzare dei pali collegati con una corda attorno ad una zona circolare in cui si sono avvistati i lupi. I cacciatori poi avanzavano verso il centro in groppa ai cavalli ed accompagnati dai cani, costringendo i lupi a recarsi in centro per poi essere circondati e abbattuti. Questo metodo fu poi applicato contro i coyote almeno fino agli anni quaranta negli Stati Uniti occidentali. In Russia, dei tessuti rossi con l'odore dei cacciatori vengono appesi sulla corda, per impedire ai lupi di fuggire il cerchio. Questo metodo dipende dal timore che il lupo ha per l'uomo, ma può perdere la sua efficacia se i lupi si abituano all'odore.

### Caccia aerea
Metodo relativamente recente adoperato in Russia, Canada e negli Stati Uniti, soprattutto negli Stati di Alaska e Minnesota. Negli Stati Uniti, la pratica iniziò come attività sportiva, per poi essere adottato dai governi statali nei loro tentativi di ridurre la popolazione di lupi. Si effettua solitamente alla mattina presto durante una giornata chiara. La caccia al lupo aerea in Russia ebbe inizio nel 1945, e si dimostrò altamente efficace; nel 1946, furono abbattuti 42.600 lupi attraverso questo metodo. Il modello di aereo utilizzato più spesso era il Polikarpov Po-2, siccome era economico, costruito per il volo a bassa altitudine e fornito d'una terza cabina capace di contenere quattro lupi. L'equipaggio consisteva di un pilota e un cecchino, e l'abbattimento solitamente avveniva ad altezze di 18-23 metri. Dagli anni settanta in poi, furono utilizzati anche gli elicotteri, che erano efficaci nel condurre i lupi verso squadre di cecchini.

### Caccia con i cani

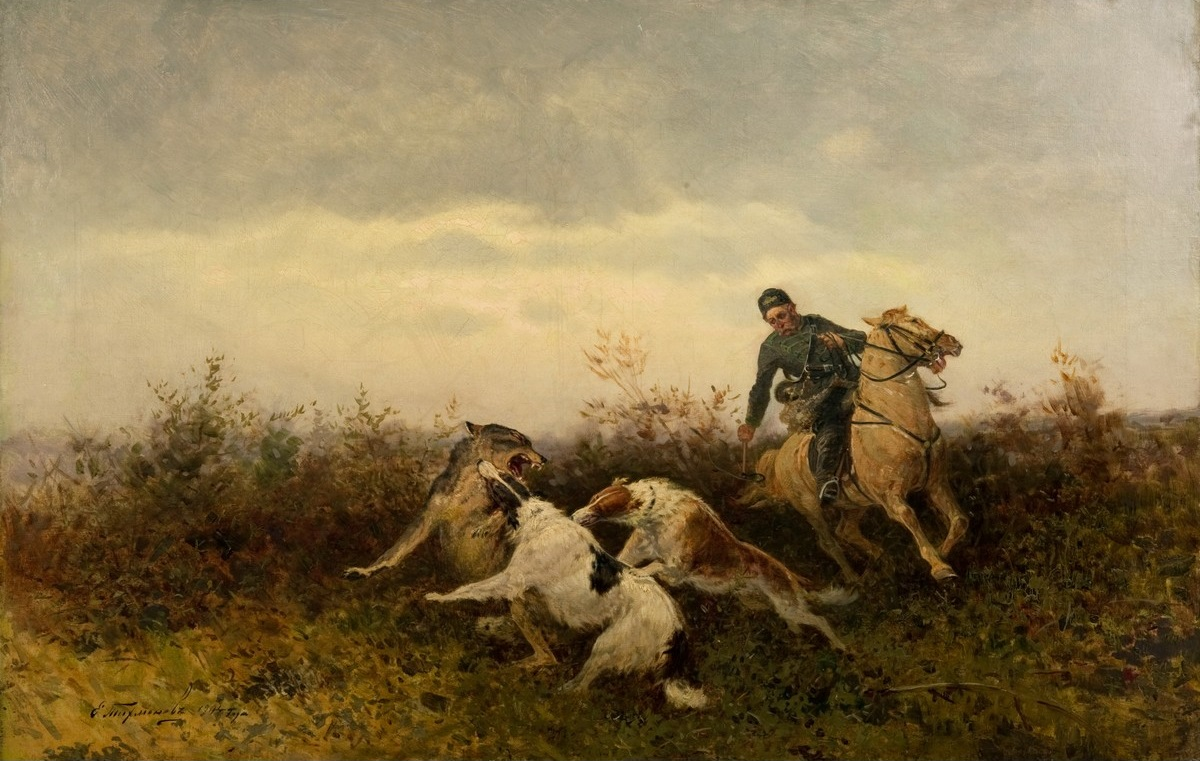
Caccia al lupo con i borzoi, Efim A. Tikhmenev (1904)

L'allevamento di cani per la caccia al lupo ebbe origine in Europa antica, una pratica poi applicata nel nordamerica. Nell'Irlanda antica, i celti svilupparono l'antenato dell'odierno levriero irlandese apposta per abbattere i lupi. Essendo così efficaci nell'assisstere i cacciatori nell'inseguimento dei lupi, Oliver Cromwell ne proibì l'esporto dall'Irlanda durante le campagne di sterminaggio svolte là. Prima della rivoluzione russa, era tradizionale per i nobili russi e i cosacchi di inseguire i lupi nelle steppe con i borzoi, una pratica attestata in Guerra e pace di Tolstoj. Durante l'inseguimento, i cacciatori si sforzavano a mantenere il passo con i cani, per evitare che questi venissero feriti dalla preda. Theodore Roosevelt, appassionato cacciatore di lupi, preferiva usare levrieri meticci, descrivendo come molti rancher in Colorado, Wyoming e Montana avevano allevato branchi di levrieri capaci di abbattere lupi senza aiuto.
Tuttavia, l'utilizzo dei cani contro i lupi non è privo di rischi, siccome funzionano meglio su terreno piatto, e un lupo immobilizzato è una preda molto pericolosa per i cani:
(Theodore Roosevelt)
Inoltre, i cani tendono ad avere una paura istintiva dei lupi. I segugi capaci di inseguire i lupi sono tipicamente animali veterani, siccome gli esemplari giovani spesso sono intimoriti dal solo odore di un lupo. Questa paura può essere sopraffatta se i cani sono esposti ai lupi da cuccioli; i giovani borzoi per esempio furono spesso introdotti a lupi catturati, ed addestrati ad afferrarli dietro le orecchie, per evitare i loro morsi. Una pratica simile fu attestata da John James Audubon negli Stati Uniti, in cui i lupi catturati in una fossa furono azzoppati e dati ai cani per abituarli a scontrarsi con loro. La pratica diminuì negli Stati Uniti con l'incremento dell'utilizzo di filo spinato per dimarcare i confini delle fattorie nelle Grandi Pianure.

### Caccia con gli sci

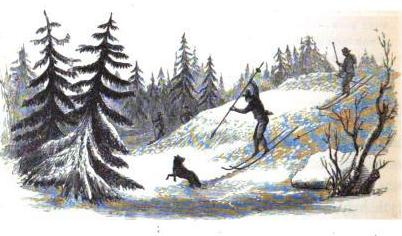
Incisione d'una caccia al lupo con gli sci.

Alcuni cacciatori statunitensi e russi hanno inseguito i lupi nella neve con gli sci o le racchette, indossando tute bianche per camuffarsi.

### Falconeria
In Kazakistan e alcune zone di Mongolia, è tradizionale abbattere i lupi con le aquile, sebbene questa pratica è attualmente in declino, dato che i falconieri esperti stanno diminuendo in numero. L'aquila viene addestrata ad afferrare il lupo per la testa e immobilizzarlo fino a che non li raggiunge il cacciatore.

### Richiamare
Sono stati segnalati casi in cui i cacciatori capaci di imitare gli ululati dei lupi sono riusciti ad attirarli fino a pochi passi di distanza durante l'inverno e la stagione d'accoppiamento della specie. Per meglio imitare il richiamo, il cacciatore ulula tra i palmi delle mani unite o in una scarpa, stando curvo prima fino a terra, poi gradualmente ergendosi per meglio dilatare il torace, facendo con una sola espirazione una scala semitonata che comincia pianamente, si rinforza poi gradatamente e diminuisce come l'urlo delle comuni sirene.

### Trappolaggio

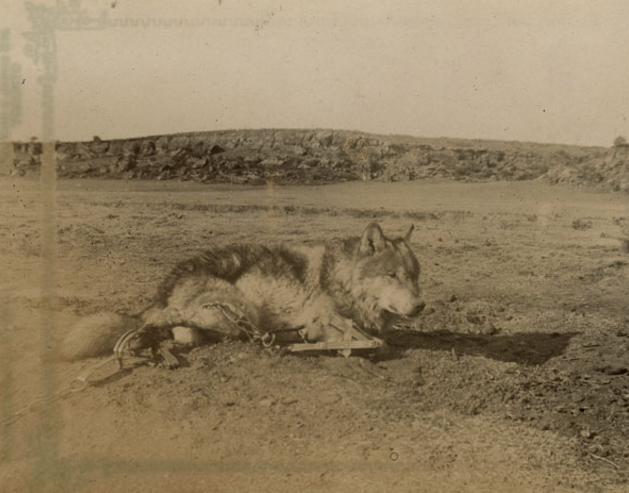
"Lobo di Currumpaw", immobilizzato dalle tagliole nel 1894.

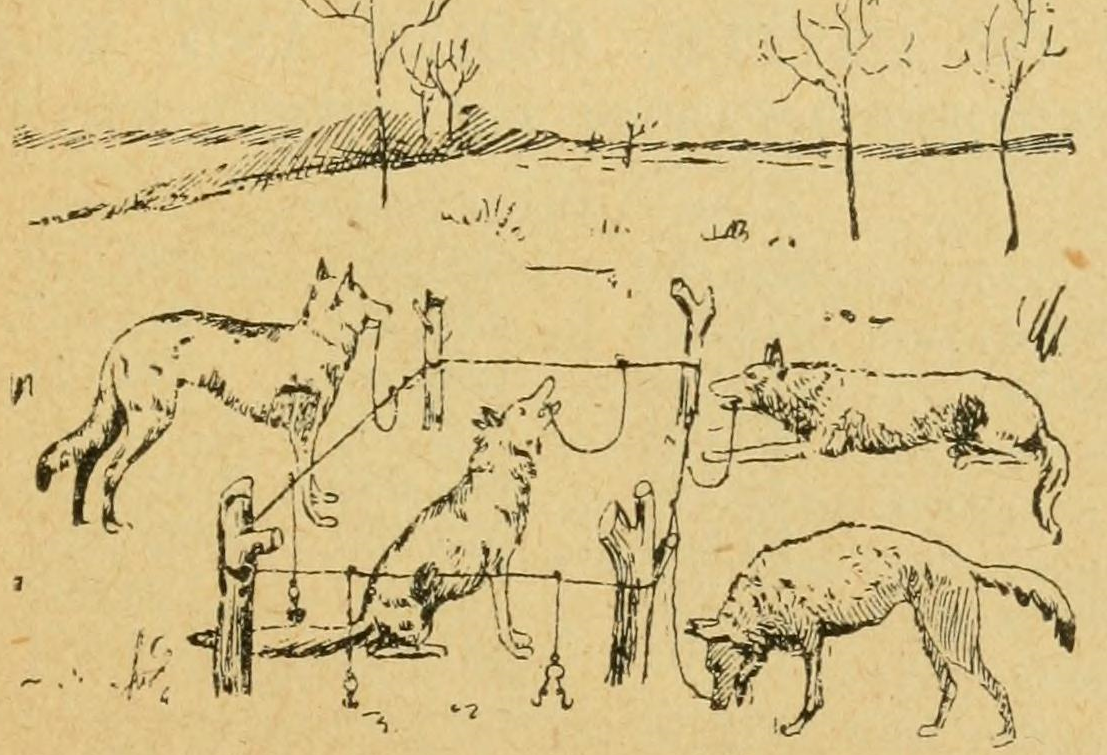
Lupi catturati con gli uncini da pesca.

Sono stati segnalati innumerevoli varianti di trappole per i lupi, alcuni di essi risalenti all'era prima della storia scritta.

#### Coltello di lupo
Utilizzato dagli eschimesi, consiste di una lama affilatissima ricoperta di grasso e piantata su un blocco di ghiaccio. Il lupo leccherebbe il grasso fino a raggiungere la lama, tagliandosi la lingua e morendo dissanguato.

#### Deadfall
Trappola utilizzata soprattutto negli Stati Uniti dell'Ottocento, consisteva di alzare un tronco sopra un altro con un lungo palo. Un'esca veniva attaccata al palo, e un lupo che tentava di consumarla inevitabilmente spostava il palo, per poi essere schiacciato dal tronco cadente.

#### Fosse
Metodo antichissimo che consiste di scavare una fossa, ricoprirlo di terreno ed adescare i lupi con una esca viva. Il lupo, nel tentativo di raggiungere l'esca, precipita nella fossa camuffata. Alcune varianti di questa trappola includono un recinto attorno ai bordi della fossa, per impedire la fuga della preda.

#### Perforatori
Metodo tradizionale eschimese che consiste di piegare ripetutamente il fanone di una balena artica o l'ala di un gabbiano, fino a che diventi un involto abbastanza piccolo da ingerire intero. L'involto viene poi coperto di grasso di foca e surgelato. Gli involucri ghiacciati vengono distribuiti entro il territorio dei lupi, per poi essere inghiottiti. Durante la digestione, l'involto si distenderebbe, perforando lo stomaco del lupo.

#### Recinzioni
Metodo sviluppato dai Piedi Neri che consisteva di scavare una fossa profonda contenente dei lunghi pali allacciati insieme per inclinarli all'interno a un angolo di quarantacinque gradi. La trappola completa aveva l'apparenza di un cono troncato. All'interno della struttura era posta un'esca, e del terriccio veniva accumulato all'esterno della trappola per permettere l'accesso alla cima del cono. Il lupo, nel tentativo di raggiungere l'esca, sarebbe saltato giù per il passaggio trovandosi poi incapace di uscire.

#### Tagliole
In Nordamerica, le tagliole fatte apposta per i lupi erano modellate sulle trappole per castori dell'epoca coloniale. Per il lupo grigio, venivano utilizzate soprattutto le tagliole di grandezza 4, 4 1⁄2 e 14, mentre per i lupi della prateria furono usate le 3 e 4. Le tagliole venivano disposte in zone dove i lupi marcavano il territorio o presso una carcassa di animale precedentemente ucciso dai lupi. Per essere efficace, la tagliola doveva essere pulita e totalmente priva di odori umani. La tagliola veniva seppellita in una buca alta e larga quanto la trappola stessa, ed ancorata con un gancio attaccato alla trappola con una catena lunga. Sul terreno attorno alla trappola veniva poi sparso un miscuglio di fluidi derivati dall'orina o dalle ghiandole anali del lupo, sia per camuffare l'odore umano che per attirare l'attenzione del lupo.

#### Ami sospesi

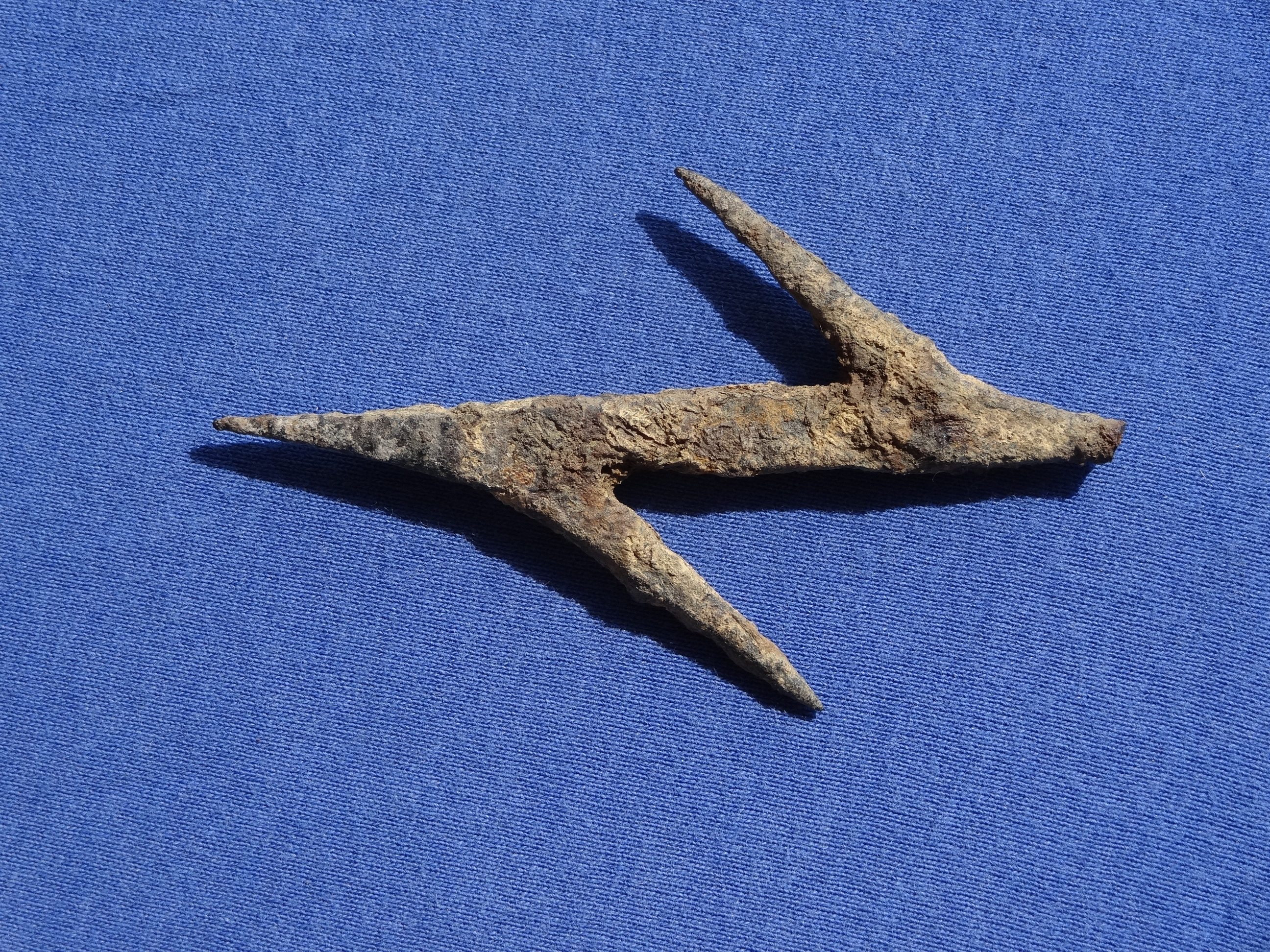
Gancio per lupi dell'VIII secolo rinvenuto negli scavi di Villa Arnesburg, sito carolingio a Lich

Degli uncini per i merluzzi addescati vengono sospesi a un metro e mezzo dal suolo su dei fili che vengono legati a due alberi. I lupi, nel tentativo di raggiungere l'esca, vengono sospesi all'aria, incapaci di fuggire fino all'arrivo del cacciatore.

## Storia

### Origini
Il primo caso di caccia al lupo per "pubblica utilità" noto alla storia data al VII secolo a.C., quando il legislatore ateniese Solone promise una ricompensa di cinque dracme d'argento a chiunque avesse ucciso un lupo maschio (per le femmine, la ricompensa sarebbe stata solo di una dracma).

La pubblica utilità della caccia al lupo divenne preponderante nell'Antica Roma. Dato il fortissimo valore simbolico del predatore nella mitologia romana, i lupi non potevano essere oggetto di caccia ludica (per il medesimo motivo non era utilizzati durante le venationes) e doveva essere dimostrata la necessità oggettiva del loro abbattimento.
Il medesimo tabù all'abbattimento dei lupi dettato da motivazioni sacrali si riscontra in diverse culture dell'Asia.

Gli induisti consideravano l'uccisione del lupo un atto di cattivo auspicio.

Nel folclore giapponese i lupi sono sempre stati considerati spiriti benigni.
L'atteggiamento dei nativi americani nei confronti della caccia al lupo è stato invece più complesso.

Nelle culture di cacciatori-raccoglitori, i lupi venivano abbattuti per ricavarne pellicce e feticci rituali o per preservare le mandrie di erbivori. I cuccioli di lupo venivano cacciati per la loro carne, considerata una prelibatezza. L'abbattimento programmato dei predatori non era però pratico. Non mancavano poi tabù e relativi rituali di purificazione/preparazione. I Cherokee ritenevano che l'ingiusto abbattimento di un lupo sarebbe stato vendicato dai membri del suo branco e praticavano un apposito rituale che purificava i cacciatori "autorizzandoli" ad uccidere i lupi.

### In Nordamerica in età moderna
Con la colonizzazione europea delle Americhe, cominciarono i primi abbattimenti su vasta scala di lupo nel Nordamerica. Il 9 novembre 1630 la Colonia di Massachusetts Bay bandì la prima battuta di caccia al lupo. Il 4 settembre 1632 venne fatto lo stesso a Jamestown (Virginia). Le altre colonie seguirono poco dopo. Il fenomeno divenne così diffuso da portare alla nascita di una specifica figura di luparo professionista, il wolfer.

### In Italia in età contemporanea
La caccia al lupo è stata incentivata nel Regno d'Italia tramite l'istituzione di taglie sui selvatici e l'ultimo abbattimento in Italia ricompensato, è stato a Valdieri (CN) nel 1921.

In Italia, dagli anni settanta il lupo gode di un regime di "protezione speciale" culminata con l'inserimento del lupo nell'elenco delle specie "particolarmente protette" (L. 968/77).